# استاندارد ای-۱
استاندارد ای-۱ (به انگلیسی: Standard_E-1) یک هواگرد ملخ‌پیشین تک‌موتوره از نوع نظامی آموزشی ساخت شرکت Standard Aircraft Corporation است. هواگرد استاندارد ای-۱ نخستین پروازش را در ۱۹۱۷ میلادی انجام داد. در مجموع، تعداد ۱۶۸ فروند از این هواگرد ساخته شده‌است.